# Пам'ятна відзнака фельдмаршала ерцгерцога Альбрехта
Пам'ятний знак фельдмаршала ерцгерцога Альбрехта (нім. Erinnerungszeichen an Feldmarschall Erzherzog Albrecht) ― заснований 21 травня 1899 року імператором Австро-Угорщини Францом Йосифом I і призначався для нагородження офіцерів з особистого персоналу ерцгерцога Альбрехта, які на той час були ще живі.

## Історія

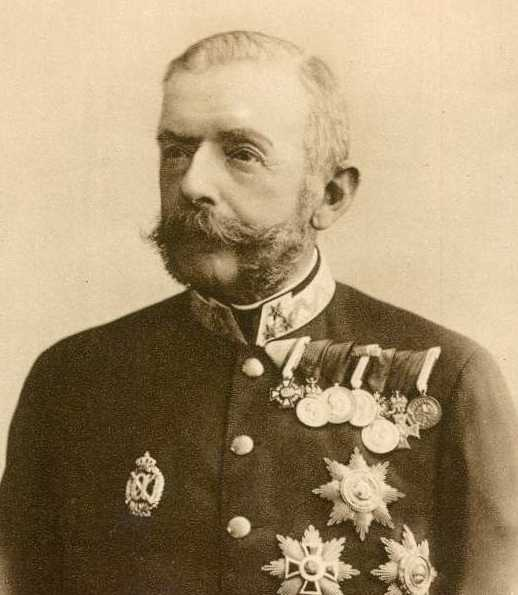
Фрідріх фон Бек-Ржиковський (1830—1920) — австро-угорський воєначальник з Пам'ятним знаком фельдмаршала ерцгерцога Альбрехта на правій стороні грудей.

Пам'ятний знак був затверджений 21 травня 1899 року за розпорядженням імператора Австро-Угорщини Франца Йосифа І з метою нагородження всіх живих офіцерів, які вірно служили в австрійській армії під командуванням ерцгерцога Альбрехта Австрійського протягом декількох років, доблесно командували імператорською армією, зокрема, розгромивши армію Королівства Італії в битві під Кустоцою (1866).

## Дизайн
Нагорода виготовлялася зі срібла та мала вигляд овального значка, на якому розміщуються два перехрещені маршальські жезли, на яких, посередині, була буква «а» (Альбрехт). Перехрещені жезли оточені лавровим вінком, який зверху замикався загальною королівською короною.
Нагороду носили на шпильці з правого боку грудей.